# Фо Прюнг
Фо Прюнг (кхмер. ផូ ព្រឿង; 12 серпня 1903 — невідомо) — камбоджійський політик, прем'єр-міністр країни від квітня 1960 до січня 1961 року.